# 間之楔
《間之楔》（日语：／ Ai no Kusabi *），是日本BL輕小說，作者為吉原理惠子，由道原克己作画。OVA共兩集。

## 概要
最初故事連載於June雜誌中，由1986年12月連載至1987年10月。連載完結後稍經修改便於1990年結集成小說出版。於1992年及1994年播放共兩集的OVA。
故事內容包含動作、科幻、少年愛及懸疑元素一身。而《間之楔》這個名的意思就是窄縫中的楔子或夾在中間的楔子，同時在日語可諧音解作為愛情中的楔子。

## 故事概述
故事發生在未來城市達納庫拉，星球阿莫伊的首都。而阿莫伊這顆星是由一群希望締造完美社會的科學家利用超級電腦丘比特建立起來的。丘比特在阿莫伊星有完整的意識和絕對的力量。
在這個地方，人口主要分為三大階級：貴族、擁有市民權的都市市民與貧民區雜種。主要人口是男性。由於女性極度稀少，故女性一出生就被隔離養育。貴族的階級依照髮色作判斷，由低至高分別是黑色、红色、青色、银色和金色。最具權力的金髮貴族稱為金髮人，全部是男性，都是由丘比特基因生成，智力和體能上都遠超過一般人類，唯一的缺點只是不能生育。只有最高級的金髮人可以跟丘比特接觸溝通，當中以伊亞索最為丘比特所寵愛。
在故事中亦提及到一種寵物制度，精英們可以擁有及欣賞寵物的表演。寵物同樣是受科學院控制及訓練。大多數合乎標準的人都會想成為寵物，但一般寵物被購買後最多只能當數個月至一年，稍為年老色衰就象徵了寵物生涯的終結。
另外可以為寵物加上寵物環，寵物環分為ABCD四種。A樣式是戒指、B樣式是項鍊、C樣式是耳環、惟有D樣式加在寵物的陽具上。但這祇是作為辨識的一種標記，配戴寵物環的寵物經過門口或區域管制掃描器，可自由進出至寵物可自由活動的區域。
15歲的利奇是貧民區雜種、也是野牛幫的老大。故事一開始因利奇偷車失風被市民警衛隊抓住，正即將被施以嚴酷私刑時被伊亞索路過救了利奇。
利奇為還人情，向伊亞索提出以身體償還，但伊亞索卻祇以手玩弄了利奇一番，並以「原來貧民區的雜種除了偷車外，失風就充當男娼攢錢」嘲笑利奇，又丟下一枚寵物金幣表示盡興。
剛烈的利奇從未受過如此恥辱，他帶著金幣警惕自己。並應黑市頭子卡茲的邀約，想藉著在黑市工作闖出名堂。後來利奇才發現黑市的工作機會是伊亞索在背後要卡茲給的，而伊亞索對利奇獨立自重、剛強不屈的性格深感興趣，當利奇發現黑市買賣原是暗地由貴族控制時，伊亞索就把利奇帶回達納庫拉當作自己的寵物。
對於無法也沒必要生育的貴族，寵物所須表現青春、性感、奔放慾望。但利奇無法接受公然表演，更無法忍受寵物低智識、重外表血統的閉塞標準。
伊亞索對利奇原本亦打算調教成聽話的寵物，進以享受教化頑劣動物過程的刺激。但利奇百般反抗，即使伊亞索利用寵物環或名為「家具」的僕人來強制利奇的生理反應。利奇從來不曾認同這種被強制的快感，即使過了三年，利奇依舊嘗試逃離伊亞索的身邊，並在被抓回時大叫「寵物是……最下等的玩意兒！」
伊亞索讓利奇如願回貧民區，然而到了約定的一年後，利奇不回伊亞索身邊，伊亞索買通野牛幫一個新人奇里，抓住了利奇最要好的朋友凱，要利奇選擇。
利奇在自由與朋友之間選擇放棄自由，繼續當伊亞索的寵物。利奇再度回到伊亞索身邊後，兩人關係卻起了微妙變化。利奇經過一年的空白，無法隱藏對伊亞索的感受與慾望，伊亞索也不再祇是強制利奇的生理感受，甚至給予溫柔的吻。
仰慕著利奇的凱追查利奇的下落，找到利奇後，帶至舊革命軍基地，要利奇即使殘廢也將寵物環取下。利奇猶豫時，凱準備麻醉藥不由分說進行手術，又聯絡伊亞索，要伊亞索到革命軍基地。
伊亞索為馴養利奇這出身貧民區的雜種寵物，長久受其他貴族冷言冷語：「不忌口」、「污辱貴族顏面之恥」，此時無暇多生事端，故單身赴約。孰料凱早已打算與伊亞索同歸於盡，於基地各處預先埋下炸藥。
利奇醒來後聯絡卡茲，兩人到基地找凱，但利奇進入基地看見的是伊亞索與傷重不省人事的凱。基地各處開始起爆，利奇求伊亞索救凱。三人脫出基地途中，由於樑柱脫落，伊亞索為保護利奇双腿折斷，無法再走。
利奇背起凱，奮力送至門口卡茲處。交代卡茲若是凱能活，就幫凱換張臉、洗掉記憶，重新活過，而利奇要回去基地去找伊亞索。卡茲給了利奇兩根名為「黑月」的菸，據說是可讓人平靜死去的速效性毒藥。
利奇回到基地，兩人點了菸，作了最後的深吻。利奇微笑含著菸依偎向伊亞索胸前，伊亞索自然地單手擁緊利奇。基地最後的大爆炸爆發了……。

## 外部連結
- 間之楔官方推特 （页面存档备份，存于）（日語）
- 間之楔官方网站（日語）